# Calathocratus
Genre
Synonymes
- Platybessobius Roewer, 1940
- Trogulocratus Roewer, 1940

Calathocratus est un genre d'opilions dyspnois de la famille des Trogulidae.

## Distribution
Les espèces de ce genre se rencontrent dans le bassin méditerranéen.

## Liste des espèces
Selon World Catalogue of Opiliones (22/04/2021) :
- Calathocratus africanus (Lucas, 1846)
- Calathocratus beieri Gruber, 1968
- Calathocratus caucasicus (Šilhavý, 1966)
- Calathocratus hirsutus Snegovaya, 2011
- Calathocratus intermedius (Roewer, 1940)
- Calathocratus kyrghyzicus (Chemeris, 2013)
- Calathocratus minutus Snegovaya, 2011
- Calathocratus rhodiensis (Gruber, 1963)
- Calathocratus singularis (Roewer, 1940)
- Calathocratus sinuosus (Sørensen, 1873)

## Publication originale
- Simon, 1879 : « Les Ordres des Chernetes, Scorpiones et Opiliones. » Les Arachnides de France, vol. 7, p. 1-332.